# Zware Jongens (Disney)

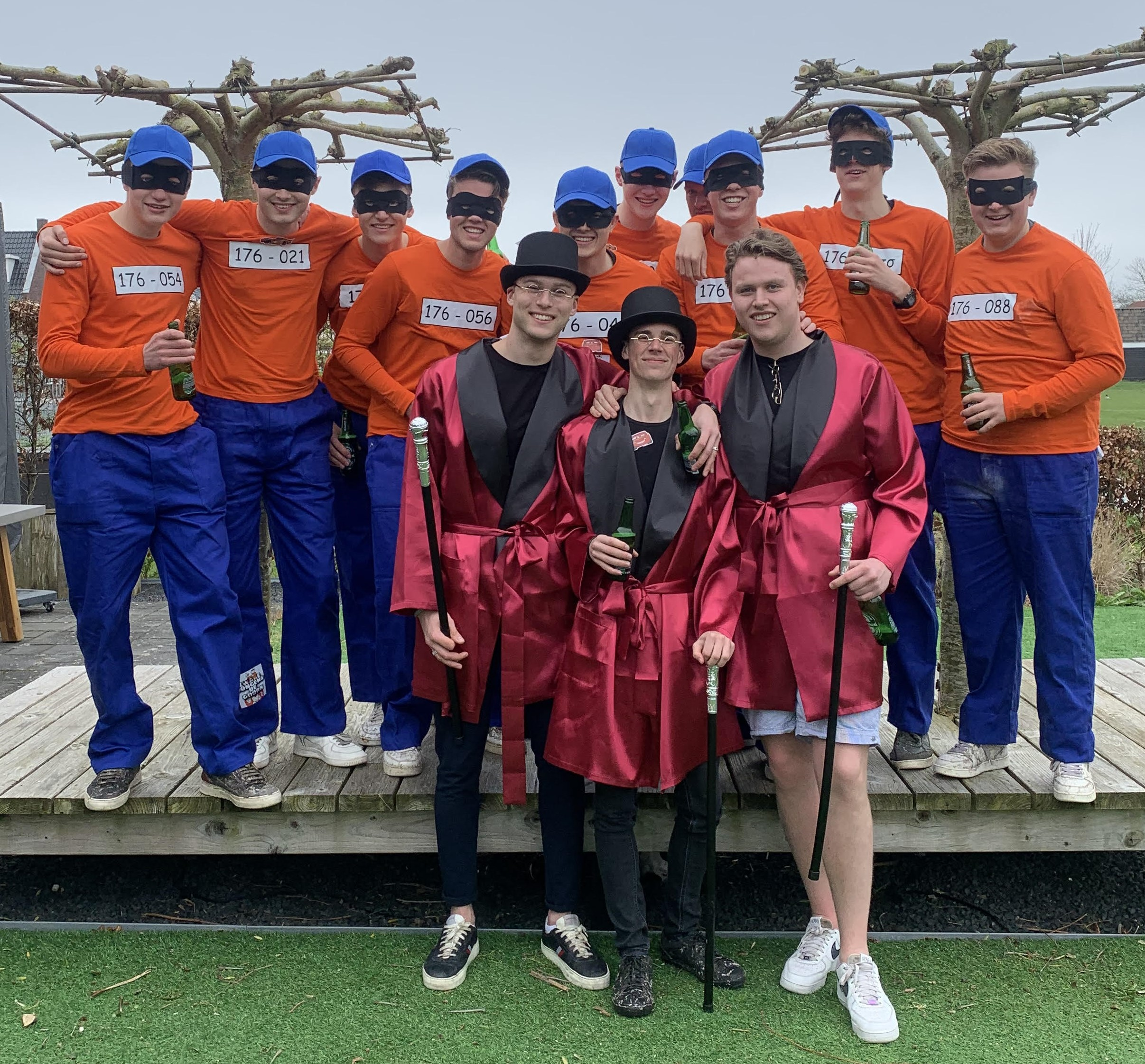
Een groep mensen verkleed als Zware Jongens en Dagobert Duck

De Zware Jongens zijn een fictieve boevenbende uit de Duckstad-wereld. Ze zijn er hoofdzakelijk op uit om Dagobert Ducks geld te stelen.

## Naam

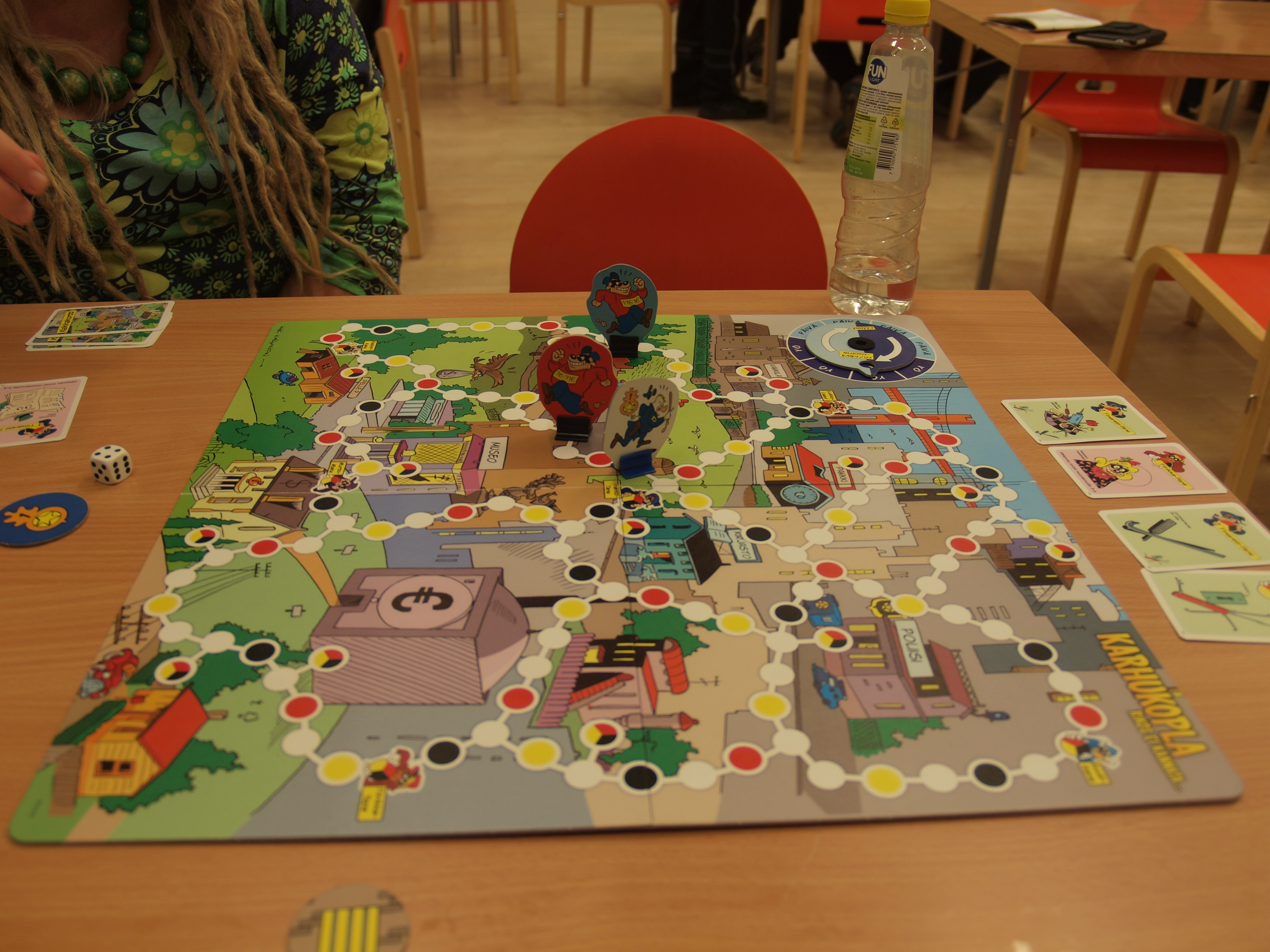
Fins bordspel met de Zware Jongens en het geldpakhuis als hoofdthema

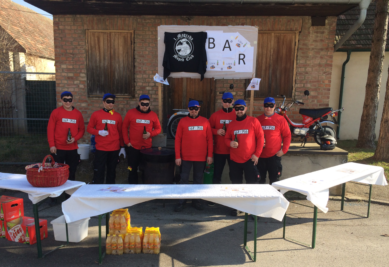
Een groep mensen verkleed als de Zware Jongens

De Zware Jongens werden bedacht door tekenaar Carl Barks en kregen van hem de naam 'Beagle Boys' mee. Barks baseerde hun uiterlijk namelijk op dat van het hondenras beagle, hoewel de gelijkenis niet groot is. Ze maakten hun debuut als stripfiguren in november 1951, in het verhaal Terror of the Beagle Boys (WDC#134). Hier zijn ze alleen op het laatste plaatje te zien en hebben ze nog geen eigen tekstballonnen. In de jaren daarna kregen ze belangrijke rollen in enkele langere verhalen, zoals Only a Poor Old Man (1952) en The Mysterious Stone Ray (1954).

### Nederlandse naam
Toen het Nederlandstalige tijdschrift Donald Duck uitkwam, moest er een goede naam voor de boeven worden bedacht. In eerste instantie kregen ze de naam 'Brandkastkrakers', later is dit veranderd in 'de Zware Jongens'. Hoe de Zware Jongens (eigenlijk hun ouders) ooit aan hun naam zijn gekomen wordt door Keno Don Rosa onthuld  in Koning van de Mississippi, een verhaal uit 1992.
De Zware Jongens hebben in de stripverhalen geen eigen namen. Ze noemen elkaar altijd bij hun gevangenisnummer, dat ze duidelijk zichtbaar op hun kleding dragen.

## Rol in de verhalen
De Zware Jongens zijn meestal niet bijster intelligent. In enkele verhalen is 176-167 de plannenmaker, maar vaak hebben ze hulp van anderen nodig om een goed plan te bedenken. Ook wordt soms gebruikgemaakt van vermommingen of gestolen uitvindingen van Willie Wortel. Dit zijn bijvoorbeeld apparaten waarmee zaken gekopieerd kunnen worden of uitvindingen waarmee ze gemakkelijk Dagobert Ducks geldpakhuis kunnen binnendringen. In andere verhalen slagen ze erin om gesprekken tussen Donald Duck en Oom Dagobert af te luisteren om zo bruikbare informatie te verzamelen voor hun plannen. Hiervoor installeren ze soms speciale apparatuur, waarbij ze zich bijvoorbeeld voordoen als medewerkers van een elektriciteitsbedrijf of als loodgieters. Ook maken ze hiervoor weleens gebruik van een hoorn die ze richten op de af te luisteren gesprekken en met het andere uiteinde tegen hun oor houden, bv. hangend aan een luchtballon of vanuit een helikopter. Hun plannen mislukken uiteindelijk vrijwel altijd.
In sommige verhalen komen meer Zware Jongens voor. Zo is er een met de naam IQ-176 (nummerbord I-176). Deze Zware Jongen is in tegenstelling tot de rest zeer intelligent, en wordt door de anderen dan ook ingezet om bijvoorbeeld dingen uit te vinden of goede doordachte plannen te bedenken. Deze lukken over het algemeen bijna, maar mislukken uiteindelijk alsnog door domme pech waarna de Zware Jongens weer in de gevangenis belanden. Er bestaat nog een andere slimme Zware Jongen, Justus Zware. Hoewel er in sommige verhalen tot wel acht Zware Jongens zijn, gaan de meeste verhalen alleen over 176-167, 176-671 en 176-761. In enkele verhalen die onder meer in Donald Duck Extra zijn verschenen, spelen deze drie Zware Jongens steeds de hoofdrol. Ze raken verwikkeld in allerlei avonturen waarbij ze steevast in de gevangenis eindigen. Een belangrijk verschil met de verhalen van Barks en Don Rosa is dat Dagobert Duck en zijn geld doorgaans geen rol spelen in deze verhalen.
De eigenlijke gezichten van de Zware Jongens zijn in de verhalen van Barks en Don Rosa nooit te zien. Soms slaagt iemand (zoals Dagobert) erin om een masker van het gezicht van een Zware Jongen af te trekken, maar dan nog blijft het gezicht in de volgende plaatjes buiten beeld. In verhalen van andere tekenaars is er af en toe wel een Zware Jongen zonder masker te zien, zoals in Willie Wortel- In de val (H96226, De Zware Jongens- vakantieboek 2016).

### Verwante personages
In sommige verhalen komt ook hun opa voor, Zwarthart Zware, die meer ervaring heeft en van wiens raad zij graag gebruikmaken. Op het gevangenisbordje op zijn borst staat het nummer 186-802. Door de Zware Jongens zelf wordt hij meestal simpelweg 'Opaatje' genoemd. Vaak moeten zij wachten totdat hun opa weer eens uit de gevangenis wordt ontslagen, om zijn hulp te kunnen gebruiken. Soms duiken in deze verhalen nog meer familieleden van de Zware Jongens op.
De Zware Jongens hebben ook drie kleine neefjes: de Zware Schoffies. Deze zijn gecreëerd door Tony Strobl en verschenen voor het eerst That Motherly Feeling, een verhaal uit 1965. 

### Woonplaats
De Zware Jongens blijken verspreid over de hele wereld te wonen. Een deel van hen woont in Schotland. Allemaal maken ze deel uit van een wereldwijde criminele organisatie, waarbij de Zware Jongens uit de Donald Duck-verhalen deel uitmaken van het Duckstadse deel. Zij wonen in Duckstad in een caravan die in de buurt van Dagoberts geldpakhuis staat. Op die manier kunnen ze vrij makkelijk toeslaan als Dagobert Duck niet in het pakhuis is.

## InDuckTales
In de tekenfilmserie DuckTales komen de Zware Jongens ook voor, maar voor deze serie zijn ze enigszins aangepast. Terwijl ze in de strips allemaal precies op elkaar lijken, hebben ze in de televisiereeks elk hun eigen typische en daardoor duidelijk te onderscheiden uiterlijk. Ook hebben ze in de serie individuele namen in plaats van alleen nummers:
- Baas Boef - De kleinste, vervult de leidersrol
- Beuk Boef - Groot en sterk
- Bolle Boef - Een dikke veelvraat
- Babyface Boef - Klein, heeft een jeugdig uiterlijk
- Bengel Boef - Een constant grijnzende slungel
- Bebop Boef - Muziekliefhebber
- Bankroof Boef - De sterkste, heeft een zogenaamde 'kinnebak'
- Ma Boef - Hun moeder

Daarnaast komen er in DuckTales enkele Zware Jongens voor die slechts een of enkele malen meespelen, bijvoorbeeld Bom Boef en Brandkast Boef.

## In andere talen
- Deens: Bjørne-Banden
- Duits: Panzerknacker
- Engels: Beagle Boys
- Fins: Karhukopla
- Frans: Les Rapetou
- Indonesisch: Gerombolan Siberat
- Italiaans: Banda Bassotti
- Noors: B-gjengen
- Pools: Bracia Be
- Portugees: Irmãos Metralha
- Spaans: Golfos Apandadores
- Zweeds: Björnligan

## Stemmen

### Amerikaanse stemmen
- Ma Boef - June Foray (DuckTales), Margo Martindale (DuckTales uit 2017)
- Baas Boef - Frank Welker (DuckTales), Eric Bauza (DuckTales uit 2017)
- Beuk Boef - Chuck McCann (DuckTales), Eric Bauza (DuckTales uit 2017)
- Bolle Boef - Chuck McCann (DuckTales), Eric Bauza (DuckTales uit 2017)
- Bengel Boef - Frank Welker (DuckTales)
- Bebob Boef - Brian Cummings (DuckTales)
- Bank Boef - Peter Cullen (DuckTales)
- Babyface Boef - Terry McGovern (DuckTales)
- Pestkop Boef - Pat Musick (DuckTales)
- Zware Jongens in Mickey, Donald en Goofy: The Three Musketeers en Kingdom Hearts - Jeff Bennett en Maurice LaMarche
- Zware Jongens in Sport Goofy in Soccermmania - Jack Angel, Will Ryan en Phil Proctor
- Barend Beagle in Mickey and the Roadster Racers - Jay Leno

### Nederlandse stemmen
- Ma Boef - Olaf Wijants (DuckTales), Frédérique Sluyterman van Loo (DuckTales uit 2017)
- Baas Boef - Evert de Vries (DuckTales), Thijs Steenkamp (DuckTales uit 2017)
- Beuk Boef - Hero Muller (DuckTales), Has Drijver en Erik van der Horst (DuckTales uit 2017)
- Bolle Boef - Hans Otjes en Jaap Stobbe (DuckTales), Seb van den Berg (DuckTales uit 2017)
- Bengel Boef - Arnold Gelderman (DuckTales)
- Bank Boef - Con Meijer (DuckTales)
- Babyface Boef - Arnold Gelderman (DuckTales)
- Zware Jongens in Mickey, Donald en Goofy: The Three Musketeers  - Fred Meijer, Just Meijer en Reinder van der Naalt
- Barend Beagle in Mickey and the Roadster Racers - Thijs van Aken

## Varia
- De Zware Jongens moeten niet worden verward met Boris Boef; dit personage komt voornamelijk voor in een aantal verhalen rond Mickey Mouse.
- Er bestaat in Nederland een Zware Jongens Vakantieboek, dat sinds 2009 elk jaar in juni verschijnt. Het wordt uitgegeven door Sanoma.[2]
- Een van de Zware Jongens is verzot op pruimen.